# Campillo de Aragón
Campillo de Aragón es un municipio y localidad española de la provincia de Zaragoza, en la comunidad autónoma de Aragón. El término municipal tiene una población de 112 habitantes (INE 2024).

## Geografía
El municipio tiene un área de 36,90 km² con una población de 119 habitantes (INE 2023) y una densidad de 3,23 hab./km².  Colinda con la provincia de Guadalajara, precisamente en la parte norte de Castilla-La Mancha, antiguo Señorío de Molina de Aragón. Desde el punto de vista de la Iglesia católica, pertenece al arciprestazgo del Alto Jalón.

## Historia
Su población actual puede datarse en la Reconquista, no sería extraño ante los apellidos tales como Gotor (godo) y vasco bien navarro o alavés como Alda, De Alda o D'Alda, su significado es lado, región  Baquedano..., aunque algunos hayan desaparecido en el pueblo.. Ha de tenerse en cuenta que muchos apellidos y linajes como los Liñanes, que aún poseen casa-palacio en Ibdes, eran de origen franco-navarro o los Muñoz de Pamplona. El foralismo de las comunidades de aldeas aragonesas, hecho único de repoblación basado en una concepción del derecho naturalista y pactista casi constitucionalista, permitía la repoblación perdonando delitos de todo tipo a cambio de asentarse en zonas aún despobladas, y así frenar el poder nobiliario y ganarse la lealtad a la Corona, por eso en la Guerra de los dos Pedros la lealtad y el sacrificio de muchos pueblos (Nuévalos o la capital Calatayud fue decisiva e incluso más realista que el propio rey), la repoblación vasco-pirenaica de Calatayud y comunidad de aldeas existe desde el primer momento.
En los parajes como La Solana se han encontrado restos antiguos de hábitat, incluso según tradiciones orales restos epigráficos que hoy se dan por desaparecidos. Es posible que hubiese más zonas habitadas en topónimos como El Villar, de hecho puede que incluso otros como La Herrería. También parece ser, según Pedro Gotor Calmarza, que en los enclaves de La Cruceta hubiese asentamiento musulmán.
La primera noticia que se tiene del actual asentamiento es un documento del monasterio de Piedra que hace referencia a un tal Domingo, señor de Campillo. En el siglo XV perteneció a la Orden de San Juan de Jerusalén. Campillo no perteneció a la comunidad de aldeas de Calatayud como sí lo era Monterde. El camino de Ibdes era cañada real de la Mesta, que unía Soria con zonas del sur, no se sabe si también sería el camino de Las Hoyas que baja hacia Calmarza, lo que sí eran son las actuales Cañadillas.
Lo que está claro es que esta aldea se fue desarrollando a los pies de su castillo, que vigilaba las razzias musulmanas y la frontera de Castilla, como también es posible que desde el cerro del Castillejo, con una simple visita ocular se pueda observar una posible posición defensiva que serviría para controlar y apoyar el acceso natural de Molina a Calatayud, y toda la paramera de Las Hoyas, zona de comunicación de Molina con Soria y apoyaría a su vez los castillos de Fuentelsalz, Cimballa y Campillo.
El castillo de Campillo de Aragón tiene una forma de barco, es decir, se asemeja al de Peñafiel. Con una simple observación ocular puede verse que el castillo acabaría en punta en la zona que mira hacia Castilla, ya que es la más difícil de defender al ser de más fácil acceso. Se pueden observar dos torres defensivas, la una derruida mirando a la Hoya El Egido, es decir la Huerta del Cura, la otra sería donde está la galería de la casa del párroco. Se observa más o menos a la altura de esta unos restos de piedra que nos hacen pensar que allí pudo estar ubicado el acceso al castillo, por la parte de atrás, nada más empezar la rampa y debido al acceso de los camiones de bomberos para llenar el depósito, se observa que por allí había otra muralla que podía ser otro acceso. La parte del altar y la sacristía (añadido posterior) sería la zona donde estaría la zona habitable, ya que las eras quedaban protegidas por el castillo y son de difícil acceso en caso de asalto. En cuanto a las leyendas de que el castillo se comunicaba con el de Fuentelsalz o que tenía varias salidas secretas es algo obvio. Todo castillo de zona defensiva tiene salidas secretas, bien para emboscadas, bien para huidas,... pensar que se comunicaban ambos es algo más dudoso, las puertas que pudiesen ser dos estaban protegidas por las dos únicas torres que hay en pie, una amenazando ruina, las torres quedarían en una posición saliente que defendían la entrada o derribo de la puerta, el lugar más débil para poder invadir el castillo, posiblemente sea modelo o copia de las formas defensivas islámicas, que nunca tenían acceso directo, sino que entraba en ángulo y con torres que protegían la puerta. También hemos de tener en cuenta que otros pueblos más importantes, Ibdes, Nuévalos, Jaraba... tenían murallas que protegían el pueblo, en caso de guerra o razzias (saqueos musulmanes)... La única protección de los antiguos habitantes era la iglesia-castillo como en muchos sitios.  Junto al de Cimballa y apoyados por Monterde y Nuévalos eran una línea defensiva de la comunidad de aldeas de Calatayud.
Uno de los enigmas históricos es el lugar de la desaparecida Virgen de la Fuente, posiblemente y teniendo en cuenta la simbología del agua en la teología cristiana y en especial en la mariología, se encuentre en la actual Fuente de Abajo, que parece ser un "castellum aquae", es decir una pequeña balsa de agua techada, que recoge y protege el agua que bien del cerro del propio pueblo, que bien de toda la hoya que baja a los Vallejos servían de lavadero hasta mediados del siglo XX y fuente del lugar.
En la Guerra de Independencia no hubo enfrentamientos, lo que hizo que la iglesia de la orden de San Juan de Malta fuese refugio para el clero de zonas ocupadas e incluso se llegaron a ordenar sacerdotes. Con la desamortización de Mendizábal el patrimonio eclesiástico fue confiscado y vendido en lotes. En el caso de El Campillo, términos como La Vela, Padresanto, Veracruz, los aledaños de la iglesia-castillo, etc. El famoso dicho de "más ladrón que Cisneros" no hace referencia al cardenal, sino a un bandolero que asoló las comarcas de Calatayud y Aranda; parece ser que se refugiaba en las cuevas de la zona del barranco de la Virgen.
A mediados del siglo XIX, la villa tenía contabilizada una población de 375 habitantes. Aparece descrita en el quinto volumen del Diccionario geográfico-estadístico-histórico de España y sus posesiones de Ultramar de Pascual Madoz de la siguiente manera:

CAMPILLO DE ARAGON: v. con ayunt. de la prov., aud. terr. y c. g. de Zaragoza (22 leg.), part. jud. y adm. de rent. de Ateca (7), dióc. de Tarazona (8): sit. en una altura combatida principalmente por los vientos del NO.; es su clima frio, y sus enfermedades mas comunes son los carbunclos y pústulas malignas: tiene 112 casas, ademas de la municipal y la cárcel, distribuidas en varias calles y plazas; una escuela de primeras letras dotada con 12 cahices de centeno y concurrida por 34 discípulos; y una igl. parr. (San Juan Bautista) servida por un cura de primer ascenso, presentado por la encomienda de San Juan de Jerusalen, y un sacristan: el cementerio ocupa un parage ventilado fuera de la pobl.: los vec. de esta se surten para beber y demas usos domésticos de las aguas de una fuente que hay á 300 pasos de la v.; su térm. confina por N. con el de Jaraba; por E. con el de Cimballa; por S. con el de Fuentelsaz de Castilla, y por O. con el de Milmarcos; estendiéndose en todas direcciones una leg.: dentro de su circunferencia y cerca de la pobl., se encuentran dos ermitas dedicadas á Sta. Lucia y á Jesus Nazareno. El terreno es frio y de secano, pero de buena calidad; tiene un monte bastante poblado de encinas y con buenas yerbas de pasto para los ganados. caminos: conducen á los pueblos con los que confina y se hallan en buen estado. El correo lo recibe de Calatayud por medio de balijero que llega los domingos y sale los sábados. prod.: trigo, centeno, cebada, avena y garbanzos de buena calidad; cria ganado lanar y cabrio, y caza de perdices, liebres y conejos. ind. y comercio: algunos vec. se dedican á la arrieria, y á comprar y vender art. de primera necesidad en su pueblo y en los inmediatos. pobl.: 84 vec., 375 alm. cap. prod.: 340,000 rs. imp.: 49,500. contr.: 11,535 rs. 24 mrs.
(Madoz, 1846, p. 355)

Las guerras carlistas afectaron a Campillo, menos que a Abanto y Llumes, donde partidas de Abanto intentaron en la tercera guerra carlista apresar sin conseguirlo al barón de Llumes, aunque sí que hubo campellanos en las guerras carlistas según la tradición popular, pero no sabemos en cual de las contiendas.
Hasta la reforma de la nomenclatura municipal de 1916 el municipio se llamaba simplemente Campillo. En dicha fecha su nombre fue modificado por el de Campillo de Aragón.
El trato, en especial la lana y la compraventa de ganado, en especial caballar, fueron durante años el motor económico junto a la ganadería lanar, pagándose por ejemplo en Calatayud más cara la carne de Campillo que la de Llumes.
Durante la guerra civil española la compraventa de lana fue muy provechosa por su alto precio, otra actividad apasionante fue el estraperlo, en especial con Milmarcos, como cabecera de esta comarca interprovincial y sus famosas ferias de abril y octubre, incrementado el estraperlo por el racionamiento de posguerra.

## Demografía
Campillo de Aragón cuenta con una población de 112 habitantes (INE 2024).
| Gráfica de evolución demográfica de Campillo de Aragón entre 1842 y 2021 |
| |
| Población de derecho según los censos de población del INE Población de hecho según los censos de población del INEEn estos censos se denominaba Campillo: 1842, 1857, 1860, 1877, 1887, 1897, 1900 y 1910 |

## Administración y política
| Período   | Alcalde                   | Partido |  |
| --------- | ------------------------- | ------- |  |
| 1979-1983 | José María Calmarza Pérez | UCD     |  |
| 1983-1987 | Pío Gotor Calmarza        | AP      |  |
| 1987-1991 | Pío Gotor Calmarza        | AP      |  |
| 1991-1995 | Venancio Muñoz Colás      | PSOE    |  |
| 1995-1999 | Javier Bueno Sánchez      | PP      |  |
| 1999-2003 | Javier Bueno Sánchez      | PP      |  |
| 2003-2007 | Ángel Alonso Moreno       | PP      |  |
| 2007-2011 | Javier Bueno Sánchez      | PAR     |  |
| 2011-2015 | Javier Bueno Sánchez      | PAR     |  |
| 2015-2019 | Javier Bueno Sánchez      | PAR     |  |

| Partido político    | Partido político                                   | 2003   | 2007   | 2011   | 2015   |
| Partido político    | Partido político                                   | Ediles | Ediles | Ediles | Ediles |
|                     | Partido Aragonés (PAR)                             | 2      | 3      | 4      | 4      |
|                     | Partido Popular de Aragón (PP)                     | 3      | 2      | 1      | 1      |
|                     | Partido de los Socialistas de Aragón (PSOE-Aragón) | —      | —      | —      | —      |
|                     | Chunta Aragonesista (CHA)                          | —      | —      | —      | —      |
| Total de concejales | Total de concejales                                | 5      | 5      | 5      | 5      |

## Patrimonio

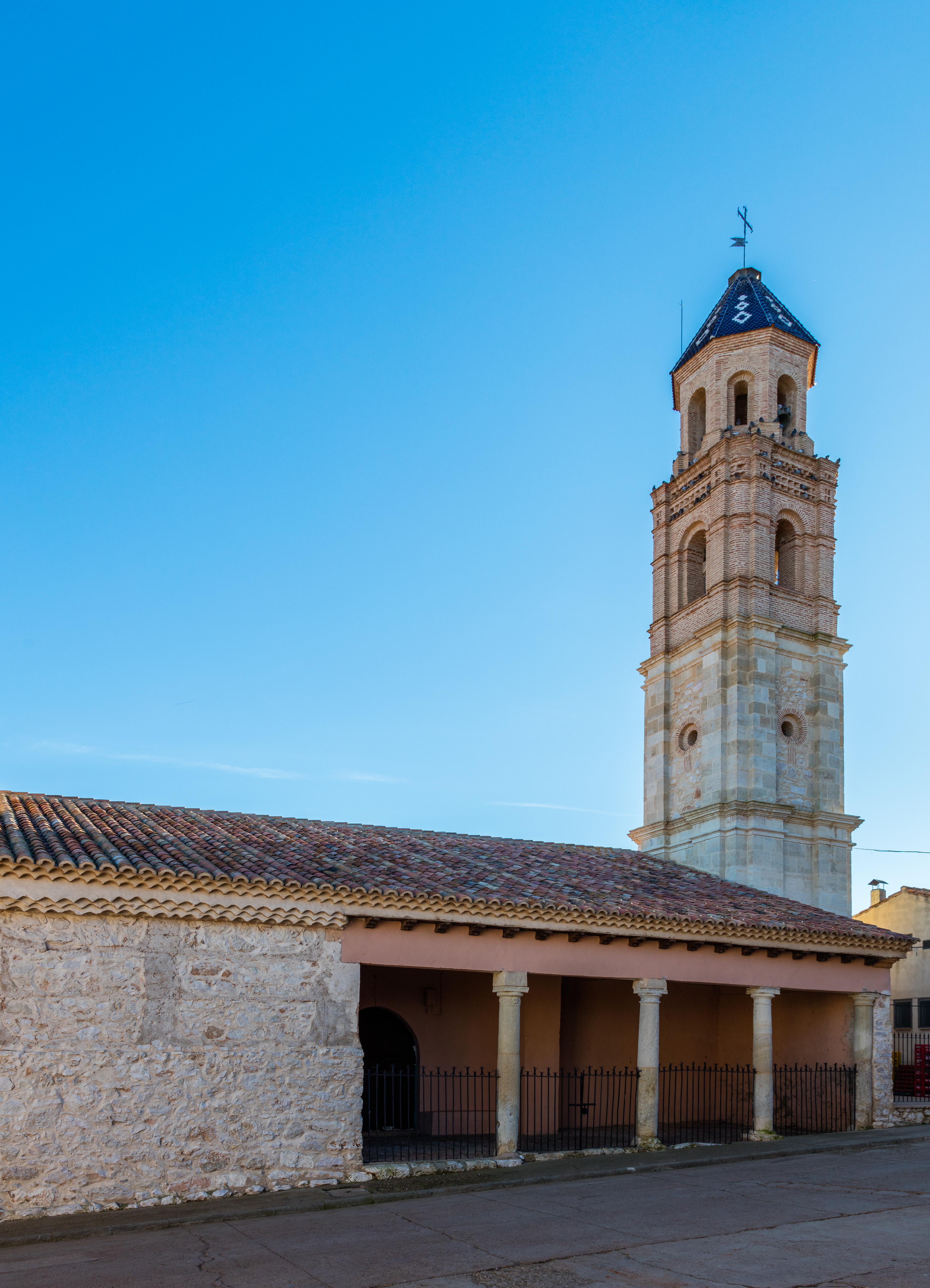
Ermita de Santa Lucía

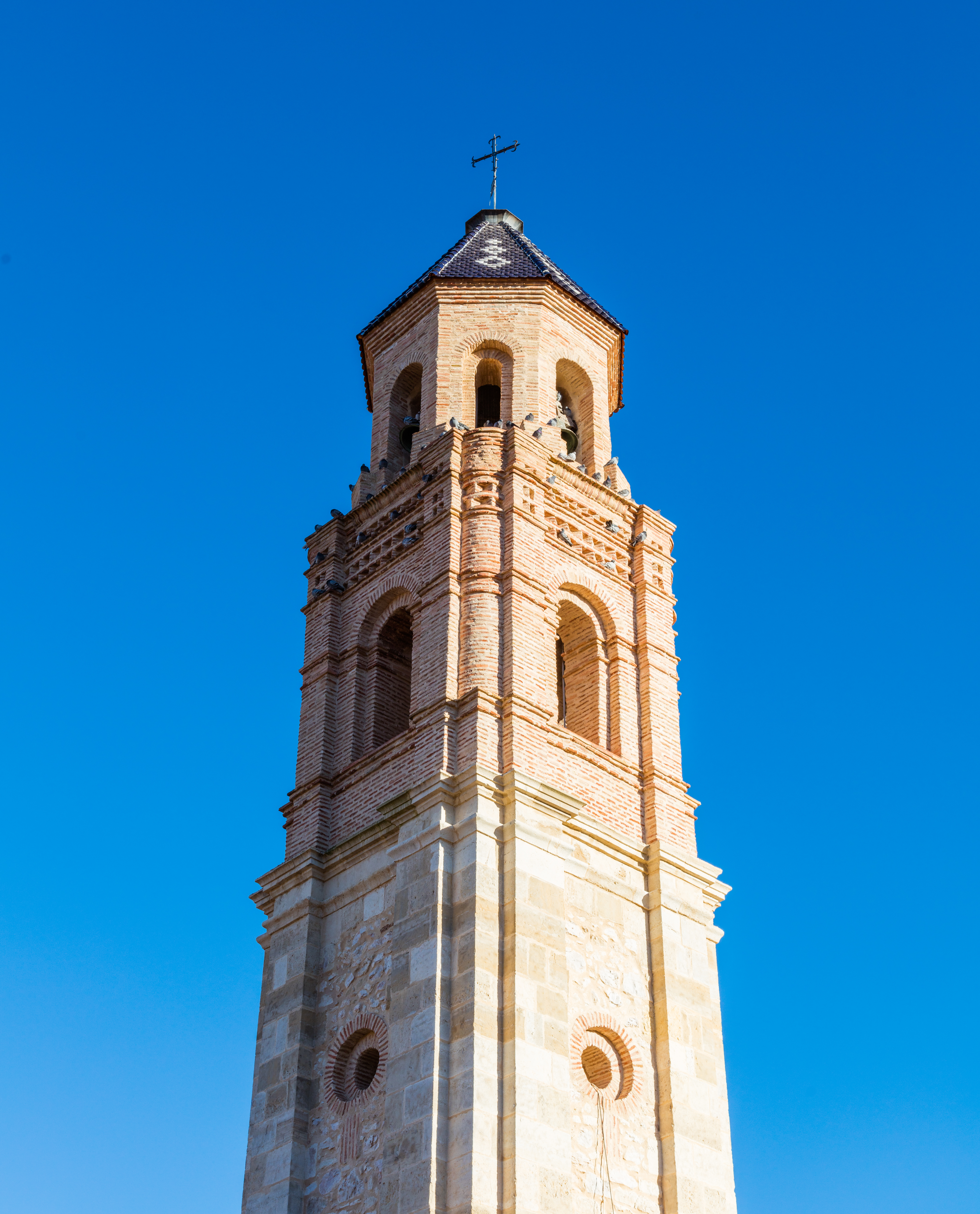
Detalle de la torre

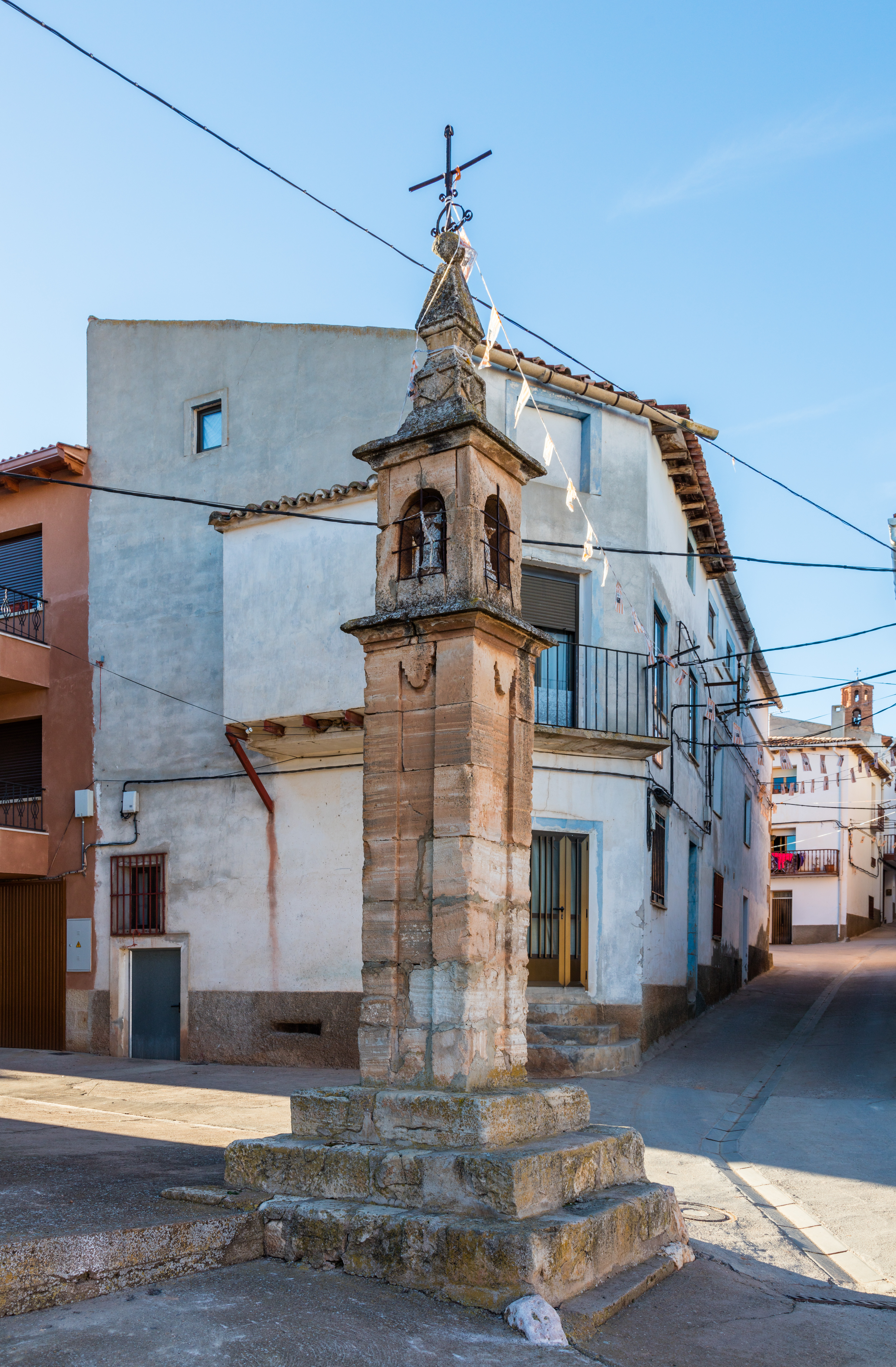
Peirón en el centro de la localidad

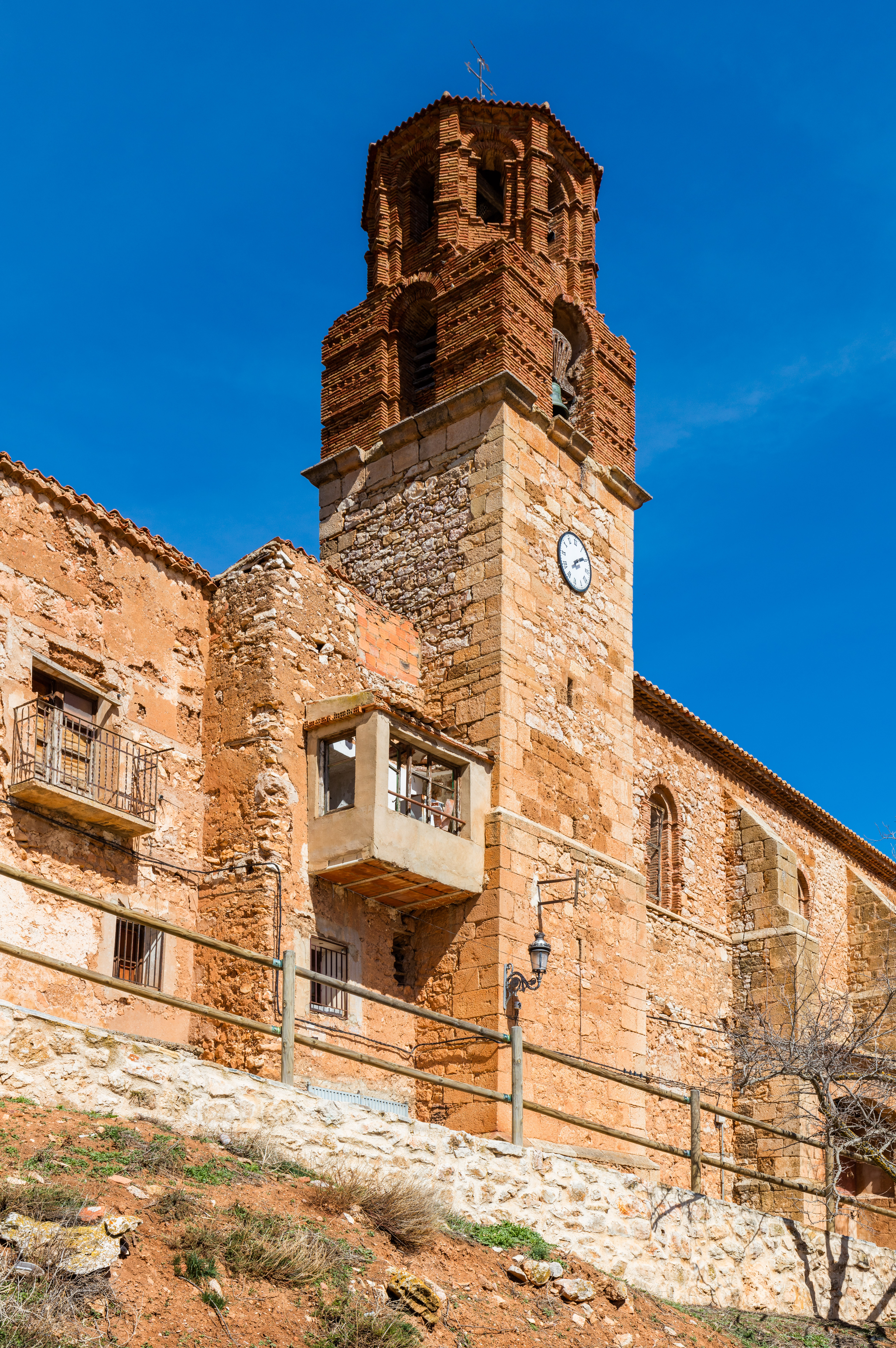
Iglesia de San Juan Bautista

- Restos del Castillo, catalogado como B.I.C..[13]
- Iglesia de San Juan Bautista.[5]
- Ermita de Santa Lucía.[5]
- Como patrimonio artístico religioso alberga una copia de la Sábana Santa[14] que llegó al pueblo envuelta en varas de ébano como regalo o donación del obispo Lucas Bueno, originario de Campillo, que a su vez le fue donada por la Casa de Saboya cuando dejó el arzobispado de Turín para ser prior de la orden de San Juan de Malta. Los campellanos la consideran original dada la fe que en ella tienen. En la actualidad se encuentra en proceso de restauración. Su festividad se asocia al ser reliquia de la Pasión de Cristo, al 14 de septiembre, día de la Exaltación de la Santa Cruz y al Viernes Santo, únicos días que antaño se mostraba a los feligreses.

## Fiestas
El patrón del pueblo es San Pedro Mártir de Verona y se celebran otros santos como Santa Lucía y San Isidro.